# Alpini

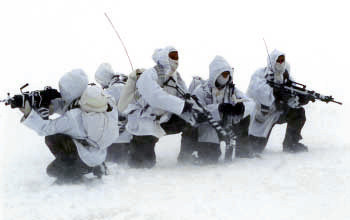
Alpini de la Brigata Alpina Taurinense

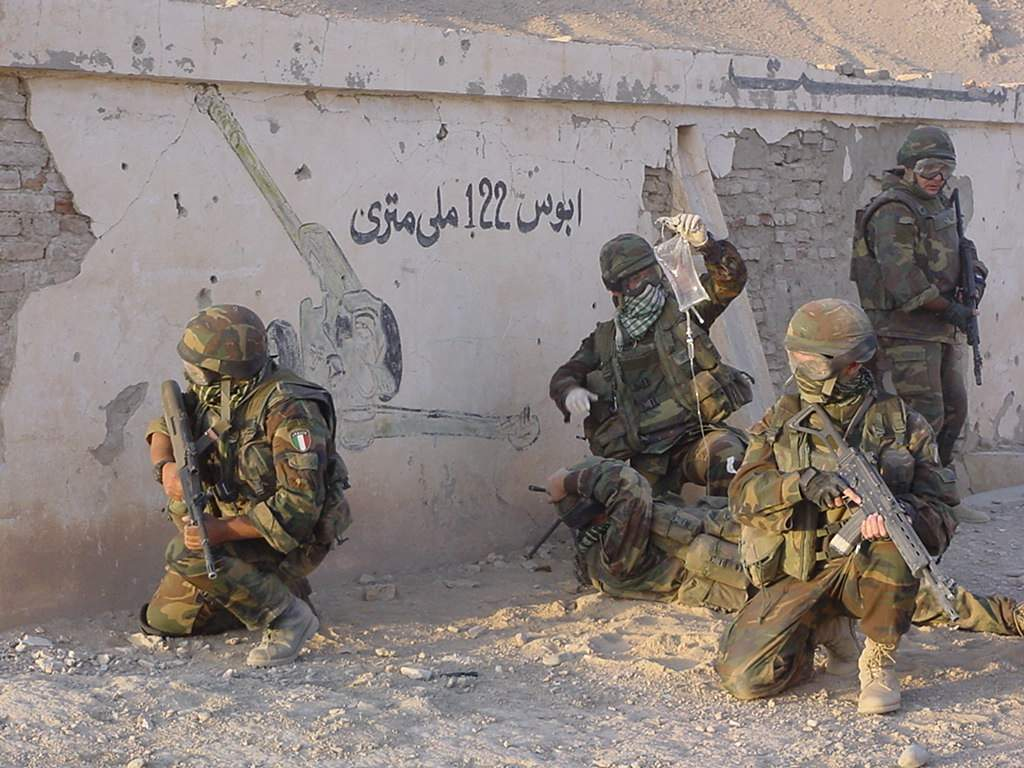
Alpini a Afganistan

Els Alpini (en català alpins) són una especialitat d'infanteria de l'Exèrcit italià.

## Història
El cos dels Alpini va néixer per a la defensa dels confins muntanyencs italians, arran d'un projecte presentat pel capità Giuseppe Perrucchetti. Els seus primers grups van ser instituïts l'any 1872.
Abans de la suspensió del servei militar obligatori, els Alpini eren reclutats localment, ja que així s'aprofitava millor el coneixement del territori i les seves possibilitats, factor important en un ambient difícil com el de les muntanyes. El seu baptisme de foc va ser a la batalla d'Adua (1 de març de 1896).
Durant la Primera Guerra Mundial estaven organitzats en 88 batallons reunits en 20 grups, 9 reagrupaments i 4 divisions. Després del conflicte només van quedar 8 regiments als quals es va unir el 9è constituït l'any 1919. El 1926 es van formar tres comandos de brigada, que van passar a ser quatre el 1933 i que van ser transformats en divisions el 1935. Les divisions van augmentar a sis durant la Segona Guerra Mundial, i després totes van ser dissoltes al final del conflicte. El gener de 1934 es va obrir la Scuola Militare di Alpinismo ad Aosta (Escola Militar d'Alpinisme a Aosta).
A inicis del segle xxi existeixen sis regiments de Alpini, organitzats en dues brigades Julia', Taurinense, a la qual cal afegir el Reggimento Alpini Paracadutisti Muntanya Cervino que pertany a les forces per a operacions especials (FOS) i el 6è  Reggimento (BTG BASSANO), amb funcions de gestió de les àrees d'ensinistrament del Trentino Alto Adige. Cada brigada es compon de tres regiments d'arma base i un d'artilleria terrestre, a més d'un comando de suport tàctic i un batalló logístic.
La Brigata Taurinense ha estat ampliada amb un regiment motoritzat (Nizza Cavalleria), hàbils per al moviment d'infanteria lleugera en llocs muntanyosos caracteritzats per situacions territorials i meteorològiques altament prohibitives per al desenvolupament d'operacions militars i fins i tot per a la supervivència.
Cada any, a mitjans de maig, i des de 1920, se celebra en una ciutat italiana l'Adunata Nazionale degli Alpini (la trobada nacional dels Alpini). En aquesta trobada s'hi canta sempre la cançó Signore delle cime en honor dels alpini morts.